# هاري براينت
هاري براينت (بالإنجليزية: Harry Bryant)‏ هو لاعب اتحاد الرغبي أسترالي، ولد في 14 أكتوبر 1906 في سيدني في أستراليا، وتوفي في 17 نوفمبر 1963 في Cronulla, New South Wales ‏ في أستراليا.